# Cristobulo
Existió también un historiador llamado Cristobulo de Imbros
Cristobulo fue un médico griego del siglo IV a. C. que se hizo célebre por su habilidad en las operaciones.
La operación que más fama le dio fue al de extraer una flecha que en una batalla había recibido Filipo en el ojo izquierdo y no sólo realizó perfectamente la cura, sino que casi no quedaron vestigios de la herida.
También curó a Alejandro en 326, según Quinto Curcio, pero los demás historiadores creen que se trata de otro Cristobulo, casi contemporáneo del médico de Filipo. 
- El contenido de este artículo incorpora material del tomo 16 de la Enciclopedia Universal Ilustrada Europeo-Americana (Espasa), cuya publicación fue anterior a 1945, por lo que se encuentra en el dominio público.

- Datos: Q5791737